# Селивановка (Омская область)
Селивановка — деревня в Москаленском районе Омской области. В составе Новоцарицынского сельского поселения.

## История
Основана в 1914 г. В 1928 г. состояла из 19 хозяйств, основное население — украинцы. В составе Ново-Царицынского сельсовета Москаленского района Омского округа Сибирского края.

## Население
| 1926 | 2010 |
| ---- | ---- |
| 117  | ↗153 |